# Bachelor of Engineering
Bakalář v inženýrství zkráceně (B.Eng) je bakalářský akademický titul, uděluje se studentovi po třech až pěti letech studování inženýrského programu na univerzitě nebo vysoké škole. V České republice je na vysokých školách udělován titul Bc.
Bakalář inženýrských věd (BESc), Bachelor of Science ve strojírenství (BSE), nebo Bachelor of Applied Science (BASC) studia na vysokoškolské studenty inženýrského studia. Například Kanada je jedinou zemí, která uděluje na BASC titul pro absolvování inženýrů. Jiné instituce ocenění inženýrské stupňů specifické pro oblast studia, např. BSEE (Bachelor of Science v elektrotechnice) a BSME (Bachelor of Science ve strojírenství)

## Technická zaměření
- Biologické inženýrství
- Biomedicínské inženýrství
- Počítačové inženýrství
- Inženýrské systémy a výpočetní
- Inženýrství životního prostředí
- Strojírenství
- Vodní zdroje inženýrství

## Německo
V Německu je Bachelor of Engineering součástí Boloňského procesu. Toto vzdělaní většinou nabízejí německé Fachhochschule - instituce univerzit aplikovaných věd. Německé technické vysoké školy udělují Bachelor of Science ve strojírenství, spíše než stupeň BEng.